# Tommigun
Tommigun is een Belgische rockband die werd opgericht door Thomas Devos, die op dat ogenblik ook lid was van de Brusselse rockband Rumplestitchkin. Tommigun was oorspronkelijk bedoeld als nevenproject waarmee Devos nummers bracht waarvan hij vond dat ze niet bij Rumplestichkin pasten.
De band bracht drie albums uit: Come watch me disappear, Pretenders en Wooden Son. De band deed ook meermaals dienst als begeleidingsband tijdens Europese tournees van Daniel Johnston.
De band speelde onder meer op Boomtown en Oerol.

## Discografie
- 2010: Come watch me disappear (Excelsior Recordings)
- 2012: Pretenders (Excelsior Recordings)
- 2016: Wooden Son (Excelsior Recordings)